# Jüri Iva
Jüri Iva (ur. 12 stycznia 1942 w Parnawie) – radziecki (estoński) kierowca wyścigowy.

## Biografia
W latach 1963–1985 rywalizował w sportach motorowych. Był trenerem Tõnu Teesalu. Do 1976 roku rywalizował w Formule 3. Od 1977 roku rywalizował Estonią 19 w Formule Easter. Rok później zdobył trzecie miejsce w klasyfikacji Estońskiej Formuły Easter. W sezonie 1979 rozpoczął starty Estonią 15M w Formule 4. Rok później został mistrzem edycji radzieckiej i estońskiej. W 1981 roku rozpoczął używanie Estonii 22, broniąc wówczas mistrzostwo Estonii. W 1983 roku po raz trzeci zdobył mistrzostwo Estońskiej Formuły 4. W 1985 roku zrezygnował z rywalizacji w wyścigach samochodowych.
Iva pracował również jako projektant i tester formuł. Był współprojektantem Estonii 20, 20M i 22.